# Gera Hauptbahnhof
Gera Hauptbahnhof is een spoorwegstation in de Duitse plaats Gera. Het station werd in 1859 geopend. Het station van Gera ligt aan geen enkele geëlektrificeerde lijn en er is nauwelijks langeafstandsverkeer. Dat was voor de Tweede Wereldoorlog anders: toen reden de doorgaande treinen van Berlijn naar München door deze stad. Na de Duitse deling nam het belang van het station aanzienlijk af en gedeelten van de spoorweginfrastructuur werden als reparatiebetaling naar de Sovjet-Unie afgevoerd. Na die Wende is het niet veel beter geworden, enkele verbindende spoorlijnen zijn opgeheven. De enige verbetering was de aansluiting op het tramnet.